# ELORG

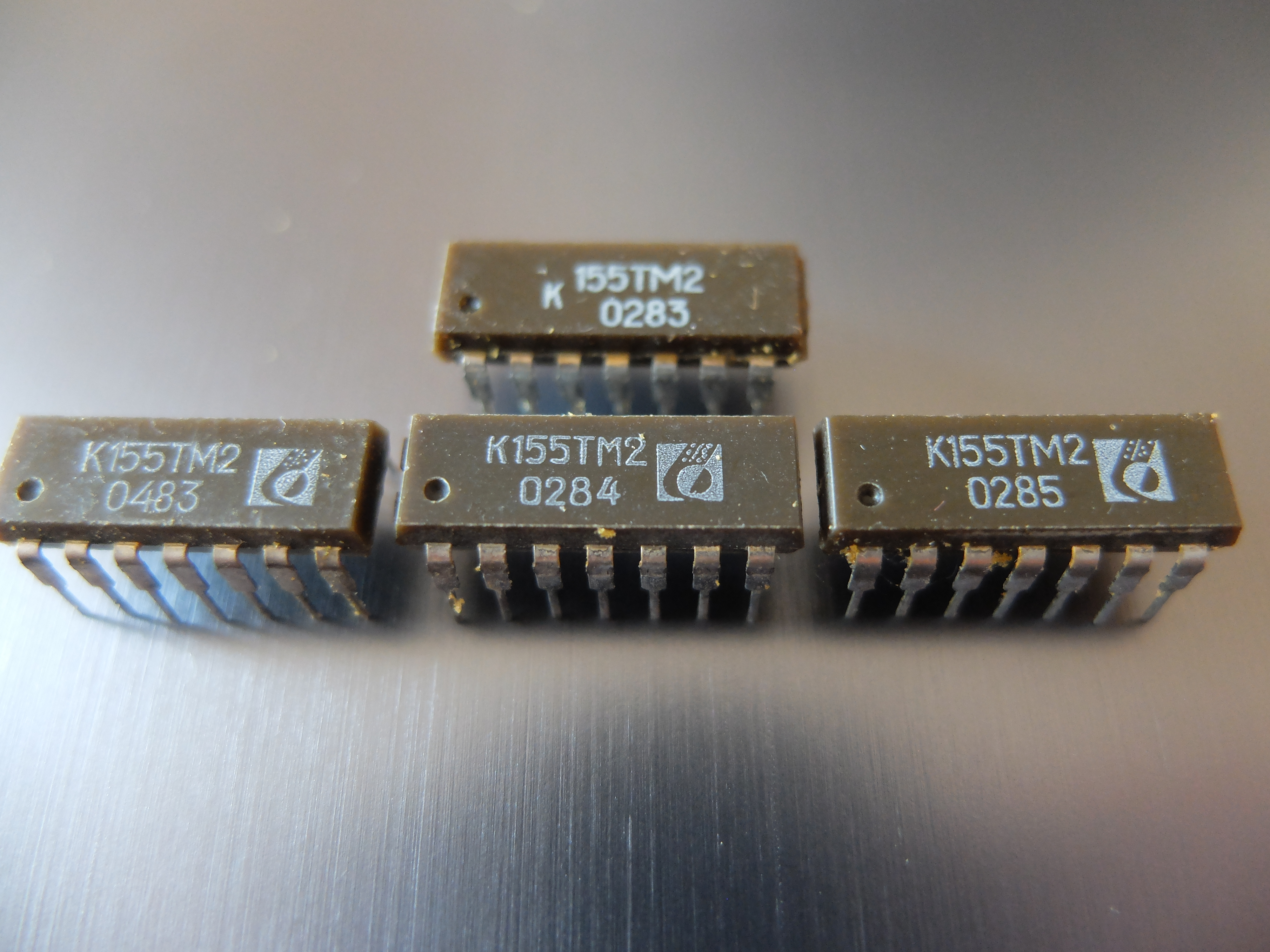
Circuite integrate cu sigla Elektronorgtechnika

Elektronorgtehnica (scris și ca Electronorgtehnica, în rusă: Всесою́зное Объедине́ние «Электро́норгтехника», Vsesoyúznoye Obyedinéniye "Elektrónorgtekhnika"), mai cunoscută sub prescurtarea ELORG (Элорг), a fost o companie de stat sovietică (1971-1991) care a deținut monopolul importului și exportului de bunuri de larg consum, inclusiv hardware și software de calculator, în Uniunea Sovietică.  Între 1991–2005, a fost o organizație comercială privată rusă (cu sediul în Moscova).
ELORG a fost controlată de Ministerul Comerțului Exterior al URSS din 1971 până în 1989.  Compania a fost asociată cu exportul de calculatoare sovietice Electronika⁠(d) (cu toate că în țări străine produsele au fost cunoscute sub numele de marcă ELORG). ELORG a comercializat, de asemenea, computerul Agat și a importat computere IBM în Uniunea Sovietică, începând cu IBM System/360 Model 50⁠(d) în 1971.
Miliardarul britanic Robert Maxwell⁠(d) a făcut presiuni asupra conducătorului Uniunii Sovietice, Mihail Gorbaciov, să anuleze contractul dintre ELORG și Nintendo privind drepturile de autor asupra popularului joc video Tetris.
În 1991, când Uniunea Sovietică s-a destrămat, ELORG a fost transformată într-o companie privată de către directorul său, Nikolai Belikov. ELORG a fost vândut către The Tetris Company în ianuarie 2005 pentru suma de 15 milioane de dolari americani.

## Tetris

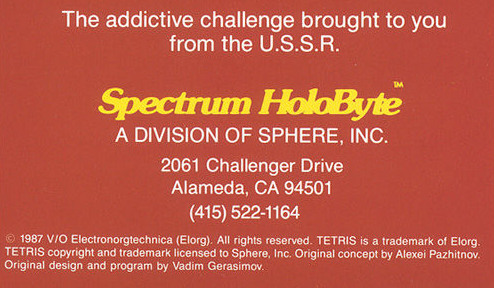
Notă de copyright ELORG pe coperta din spate a ediției din 1987 a jocului Tetris

Compania ELORG a fost responsabilă pentru licențierea popularului joc video Tetris. Tetris a fost scris de programatori salariați ai Academiei Sovietice de Științe, care nu aveau voie să desfășoare activități comerciale în mod direct. Deoarece jocul era deținut de stat, toate drepturile asupra jocului din întreaga lume erau gestionate de ELORG. În 1996 ELORG a devenit o companie rusă privatizată care și-a păstrat drepturile asupra mărcii înregistrate Tetris.
ELORG a fost partener în The Tetris Company, care acordă licențe pentru numele Tetris companiilor de jocuri, împreună cu creatorul Tetris Alexei Pajitnov și omul de afaceri Henk Rogers. ELORG a deținut 50% din acțiunile companiei până când Rogers și Pajitnov au cumpărat drepturile rămase ale ELORG în jurul anului 2005.